# Józef Klotz
Józef Klotz (ur. 2 stycznia 1900 w Krakowie, zm. 1941 w Warszawie) – polski piłkarz żydowskiego pochodzenia występujący na pozycji obrońcy, strzelec pierwszej bramki w historii reprezentacji Polski, żołnierz Armii Austro-Węgier oraz Wojska Polskiego, ofiara Holocaustu.

## Kariera klubowa
Klotz był wychowankiem Jutrzenki Kraków, której barwy przywdziewał od momentu założenia klubu w 1910 aż do 1925. W latach 20. XX wieku brał z nią udział w rozgrywkach krakowskiej klasy A. Po swoim ślubie w 1925 na krótko związał się z grającym w klasie B Makabi Warszawa, kończąc wkrótce potem karierę piłkarską.

## Kariera reprezentacyjna
Wystąpił w dwóch spotkaniach reprezentacji Polski (chronologicznie drugiej i trzeciej grze międzypaństwowej Polaków), w obu na pozycji środkowego obrońcy (w ustawieniu z dwoma defensorami). Zadebiutował 14 maja 1922 w rozegranym w Krakowie meczu przeciwko Węgrom (0:3), notując słaby występ z widoczną tremą. Dwa tygodnie później znalazł się w składzie na spotkanie ze Szwecją w Sztokholmie. W 27. minucie tego meczu po zagraniu ręką jednego ze Szwedów sędzia podyktował rzut karny, którego skutecznie wyegzekwował Klotz, pokonując Frithiofa Rudéna i zdobywając pierwszego gola w historii polskiej reprezentacji.

W 27. minucie Szperling kończy bieg centrą, Hemming nie atakowany przez nikogo, daje niepotrzebnie piłce klapsa ręką: karny. Komu powierzyć tę ważną funkcję? Jedynym graczem, który w swej drużynie bije z dobrym skutkiem jedenastki, był Klotz, jemu też oddaje kapitan z całym zaufaniem wykonanie rzutu, od którego skuteczności tak wiele zawisło. Klotz z całym spokojem, bez rozpędu pakuje piłkę w lewy róg pod poprzeczkę. Bramkarz ani drgnął.

W 55. minucie wyrównał Helmer Svedberg, ale Polaków na prowadzenie w 74. minucie wyprowadził ponownie Józef Garbień i ostatecznie zwyciężyli oni 2:1. Klotz zebrał w prasie bardzo dobre recenzje za grę w defensywie, ale w drużynie narodowej więcej już nie zagrał.
| Lp. | Data         | Miejsce                                | Występ | Przeciwnik | Gol na | Wynik | Rozgrywka  |
| --- | ------------ | -------------------------------------- | ------ | ---------- | ------ | ----- | ---------- |
| 1.  | 28 maja 1922 | Stadion Olimpijski, Sztokholm, Szwecja | 2      | Szwecja    | 1:0    | 2:1   | Towarzyski |

## Życie prywatne
Urodził się w wielodzietnej rodzinie krawca Judy Markusa Klotza (zginął w Zagładzie) i Salomei (Szajndli) z domu Glasner. Miał czterech braci: Janka (Jakuba, Szaje), Izaaka, Stanisława (Salomona, Szlomo, Semka), Mańka (Moszego), a także siostrę Ganię (Jetti). Klotz nosił pseudonim Zizi. Jego młodsi bracia Jan (Szaje), Samuel (Salomon) i Maurycy również uprawiali sport w Jutrzence; Jan specjalizował się w sprincie. Józef ukończył gimnazjum i w wieku 15 lat wstąpił na ochotnika na rok do armii austro-węgierskiej jako elew (1915–1916). Przez pewien czas studiował medycynę, w listopadzie 1918 przerwał jednak naukę i wstąpił ochotniczo do Wojska Polskiego. W jego szeregach brał udział w wojnie polsko-bolszewickiej. Ze służby zwolniony został w listopadzie 1920.
W 1925 zawarł we Włocławku związek małżeński z katoliczką. Mieli córkę. Na początku lat 30. XX wieku zamieszkał na stałe w Warszawie.

## Śmierć i upamiętnienie
Po wybuchu II wojny światowej został w 1940 uwięziony przez niemieckich okupantów w getcie warszawskim. Zginął prawdopodobnie rok później w wieku 41 lat w masowej ulicznej egzekucji ludzi zatrzymanych w łapance.
W czerwcu 2019, przed meczem reprezentacji Polski i Izraela w ramach eliminacji Mistrzostw Europy 2020, bratanek Klotza Yoav Dekel otworzył w Warszawie zorganizowaną przez Polski Związek Piłki Nożnej wystawę poświęconą jego stryjowi i innym żydowskim piłkarzom grającym dawniej w polskiej reprezentacji. Dekel otrzymał też biało-czerwoną koszulkę z podpisami współczesnych reprezentantów. W wydarzeniu wziął ponadto udział izraelski trener z polskim obywatelstwem Awram Grant.